# Teucholabis (Teucholabis) diacantha
Teucholabis (Teucholabis) diacantha is een tweevleugelige uit de familie steltmuggen (Limoniidae). De soort komt voor in het Neotropisch gebied.